# ニセコビレッジ
1. 6人乗りリフト搬器とゴンドラ搬器が同時運行中のビレッジエクスプレス
2. 稼働中のモリノチェア（乗車停留所付近）

ニセコビレッジ（英語: Niseko Village）は、北海道虻田郡ニセコ町にあるリゾート。YTLホテルズの子会社。

## 概要
ニセコアンヌプリの裾野に広がる「ニセコユナイテッド」（ニセコアンヌプリ国際スキー場・ニセコビレッジ・ニセコ東急 グラン・ヒラフ・ニセコHANAZONOリゾート）の1つ。スキー場、ゴルフ場、アクティビティ、宿泊施設、商業施設があり、冬期は各リゾート間と俱知安市街を結ぶシャトルバスを運行している。YTLコーポレーションによるリゾート開発が進められており、リッツ・カールトンブランドのホテルが開業する予定となっている。

## 沿革
- 1982年（昭和57年）：西武グループのコクドがニセコ町と第三セクター「ニセコ開発」を設立[5]。「ニセコ東山スキー場」、「ニセコ東山プリンスホテル」開業[6]。
- 1984年（昭和59年）：リフト増設、第2駐車場新設。
- 1986年（昭和61年）：「ニセコゴルフコース」オープン[6]。
- 1992年（平成04年）：「ニセコ東山プリンスホテルゴルフ場」（プリンスコース）オープン[6]。
- 1993年（平成05年）：電子リフトチケットシステム「ニセコフリーパスポートシステム」導入[5]。
- 1994年（平成06年）：「プリンスゴンドラ」新設、「ニセコ東山プリンスホテル新館」開業[6]。
- 1995年（平成07年）：「ニセコ東山プリンスホテルゴルフ場」（東山コース）オープン[6]。
- 1999年（平成11年）：ニセコ開発が負債総額25億円で清算し[5]、親会社の西武不動産が事業継承。
- 2005年（平成17年）：老朽化のため2005-2006シーズンから東山ゴンドラを休止。
- 2006年（平成18年）：新生プリンスホテル発足[7]。西武ホールディングスがグループ事業再構築の一環として、プリンスホテル保有のニセコ東山プリンスホテルなどのスキー・ゴルフ関連施設をシティグループの「シティグループ・プリンシパル・インベストメンツ・ジャパン」へ売却[6][8]。
- 2007年（平成19年）：ウィンターガーデン・リゾーツ傘下の「ニセコ東山リゾート」による運営となる[9]。ゴルフ場の東山コースを閉鎖し、跡地に自然体験ゾーン「ピュア」オープン。2007-2008シーズンからコース名を「だべさ」「なまら」「みそしる」「じゃがいも」などに変更し、プリンスゴンドラは「ニセコゴンドラ」と改称[10]。
- 2008年（平成20年）：旧ニセコ東山プリンスホテル新館が「ヒルトンニセコビレッジ」[11]、旧本館が「ザ・グリーンリーフ・ニセコビレッジ」としてオープン[12]。
- 2010年（平成22年）：マレーシアの大手建設コングロマリット「YTLコーポレーション」がニセコビレッジを買収[2][13]。ザ・グリーンリーフ・ニセコビレッジがリニューアルオープン[14]。
- 2014年（平成26年）：「カサラ・ニセコビレッジ・タウンハウス」、「ショッピング&ダイニングエリア」開業[15][16]。
- 2019年（令和元年）：「ヒノデヒルズ・ニセコビレッジ」開業[17]。

## 施設

### スキー場
営業期間は12月上旬から4月上旬まで（積雪状況などにより変更となる場合あり）。斜面構成は初級36%、中級32%、上級32%。
コース
- 初級者コース
  - ファイナルフリング
  - シェイキーニーズ
  - ネクストステージ
  - ばんざい
  - ピュアマジック
  - クルーザー
  - アンフォゲッタブル
  - メイクセンス
  - エンチャントメント
  - だべさ
  - 迂回路
- 中級者コース
  - ドントブリンク
  - こぐま
  - なまら
  - じゃがいも
  - ジャンクヤード
  - ねっこの壁
  - ざんぎ
  - じょっぴん
  - ワンダーランド
- 上級者コース
  - ヤードセール
  - みそしる
  - スーパースティション
  - こんぶ
  - したっけロード
  - シュノーケル
- 水野の沢（特別管理区域）
  - 早朝よりパトロール隊が雪崩制御（アバランチコントロール）を実施[18]

リフト
| リフト名                                              | 乗車人員 | 全長    | 所要時間 | 備考 |
| ----------------------------------------------------- | -------- | ------- | -------- | --- |
| ニセコキッズマジックカーペット                        |          | 33 m    | 1分      | |
| グリーンリーフマジックカーペット                      |          | 51 m    | 1.5分    | |
| バンザイチェア                                        | 2名      | 427 m   | 4分      | スキーセンター（旧東山ゴンドラ山麓駅）ニセコ最短のペアリフト 旧ファミリーロマンスリフト                                             |
| コミュニティーチェア                                  | 2名      | 657 m   | 6分      | ヒルトンニセコビレッジ前の初心者用低速ペアリフト、途中道路を横断する 旧プリンスロマンスリフト                                       |
| モリノチェア                                          | 2名      | 1,093 m | 8分      | ザ・グリーンリーフホテルそば ニセコ最長のペアリフト 旧東山第1ロマンスリフト                                                         |
| ニセコゴンドラ                                        | 6名      | 2,660 m | 9分      | 旧プリンスゴンドラ ニセコビレッジのメインゴンドラ                                                                                   |
| ビレッジエクスプレス                                  | 6名/8名  | 816 m   | 3分      | 6人乗りリフトと8人乗りゴンドラの コンビリフト方式 観光用でも乗車可能                                                                |
| アッパービレッジゴンドラ                              | 8名      | 250 m   | 1分      | 搬器が２連続のパルスゴンドラ方式 日本最短のゴンドラ 観光用でも乗車可能                                                              |
| 東山ゴンドラ （休止中）                               | 4名      | 2,302m  | 不明     | ニセコビレッジの旧メインゴンドラ 実態はほぼ廃止                                                                                     |
| カントリーロードチェア                                | 2名      | 1,016 m | 7分      | 旧ダウンヒル第2ロマンスリフト 2005年辺りからゴンドラ運休時のバイパス用リフトに降格したが、2024-2025シーズンで再び定期運行に復帰した |
| スピーディーワンダー （ロープトゥ・リフト）(廃止済み) |          | 120 m   | 1.4分    | 上級者エリア・水野の沢連絡用 2021-2022シーズンで廃止・撤去された                                                                    |
| ワンダーランドチェアA（休止中？）                     | 1名      | 839 m   | 5分      | シングルパラレルリフト、2021-2022シーズンより搬器がつかなくなった 旧ダウンヒル第3Aリフト                                            |
| ワンダーランドチェアB                                 | 1名      | 802 m   | 5分      | メインで運行している、A線より少し短い 旧ダウンヒル第3Bリフト                                                                        |
| ダウンヒル第１A・B線 (ほぼ廃止状態)                   | 1名      | 913m    | 不明     | 第３駐車場(廃止)用のシングルパラレルリフト、2016-2017シーズンで山頂操縦室が撤去された                                               |

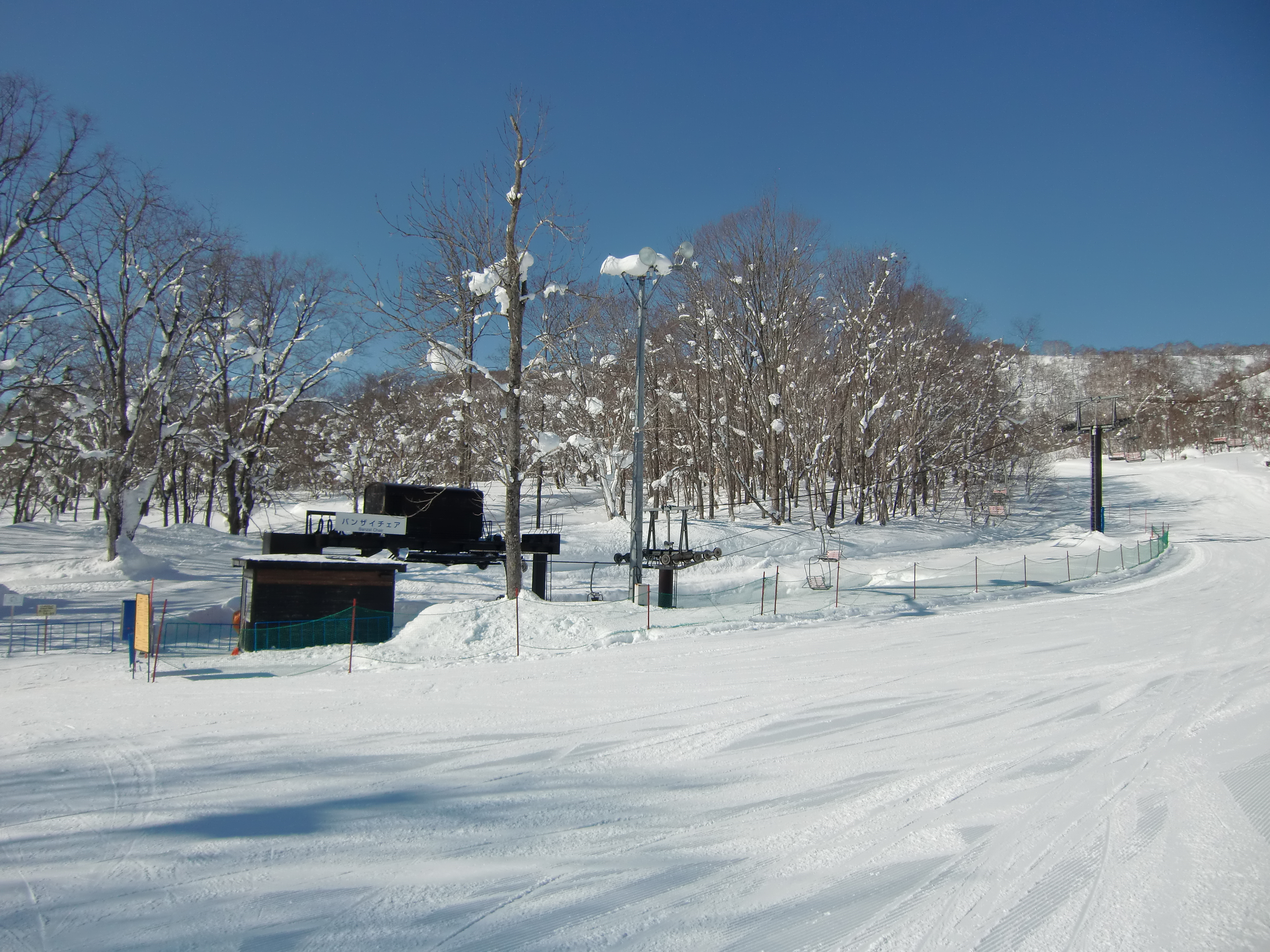
バンザイチェア（2022年2月撮影）
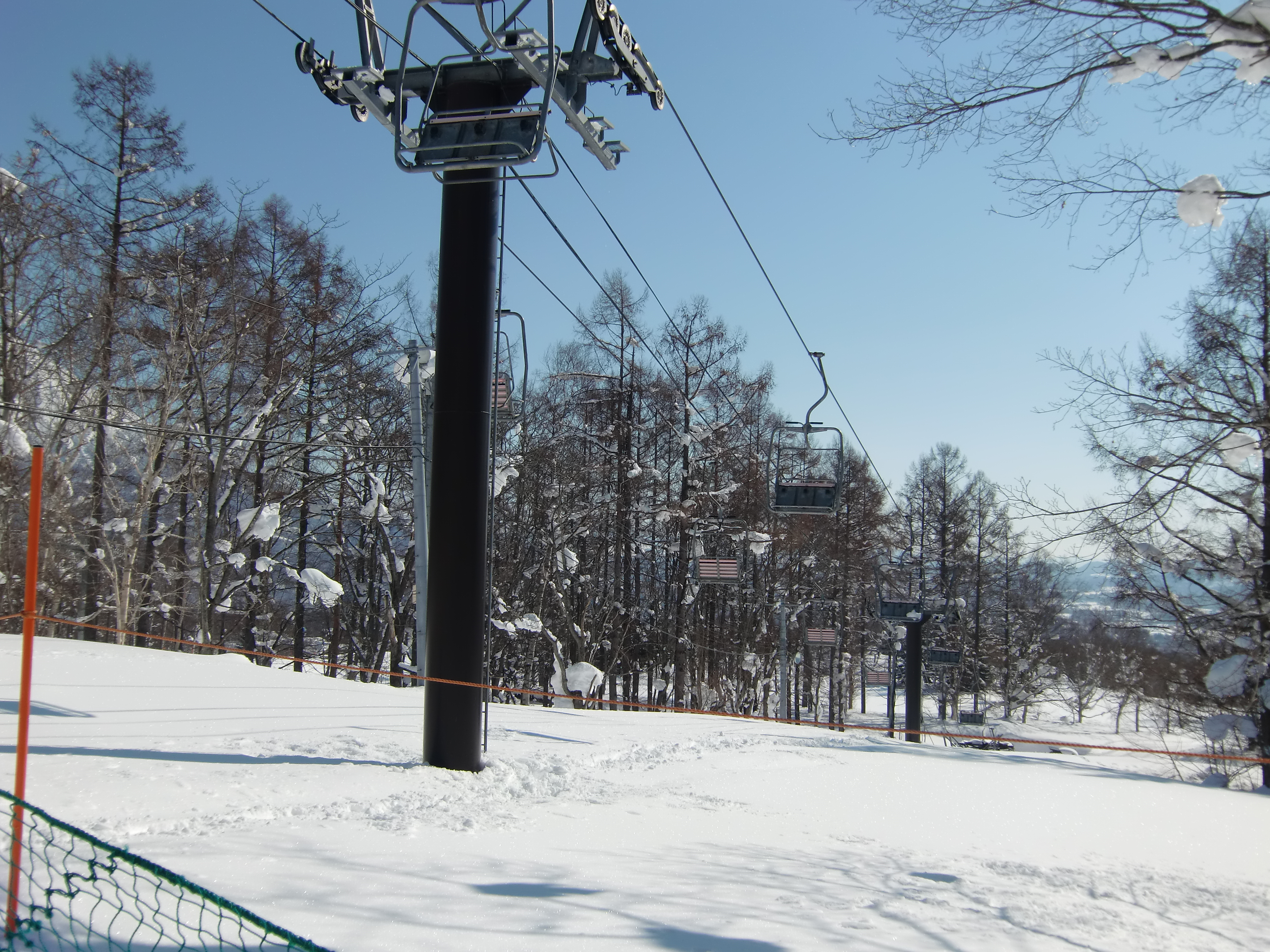
モリノチェア[20]（2022年2月撮影）
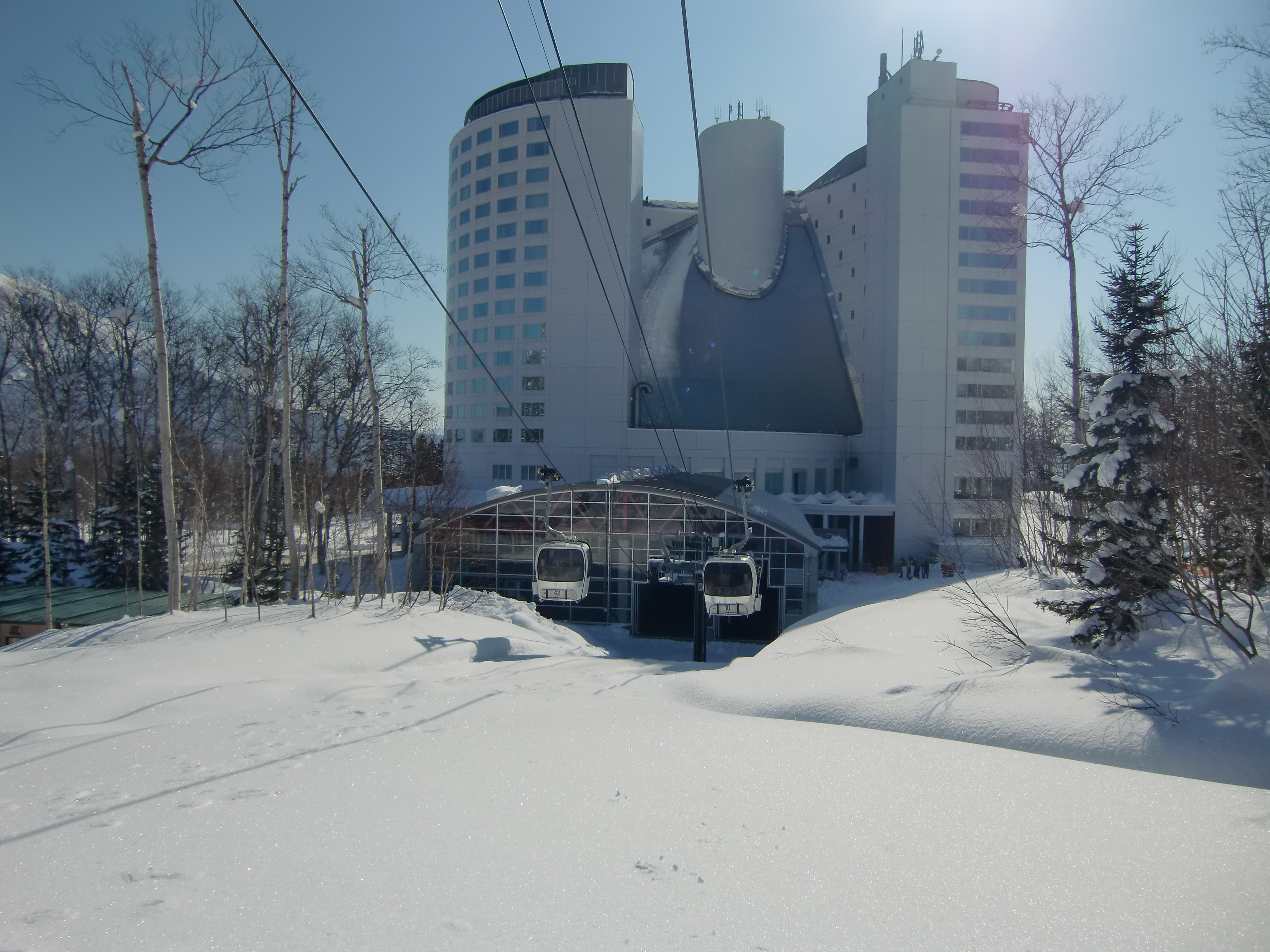
ニセコゴンドラとヒルトンニセコビレッジ（2022年2月撮影）
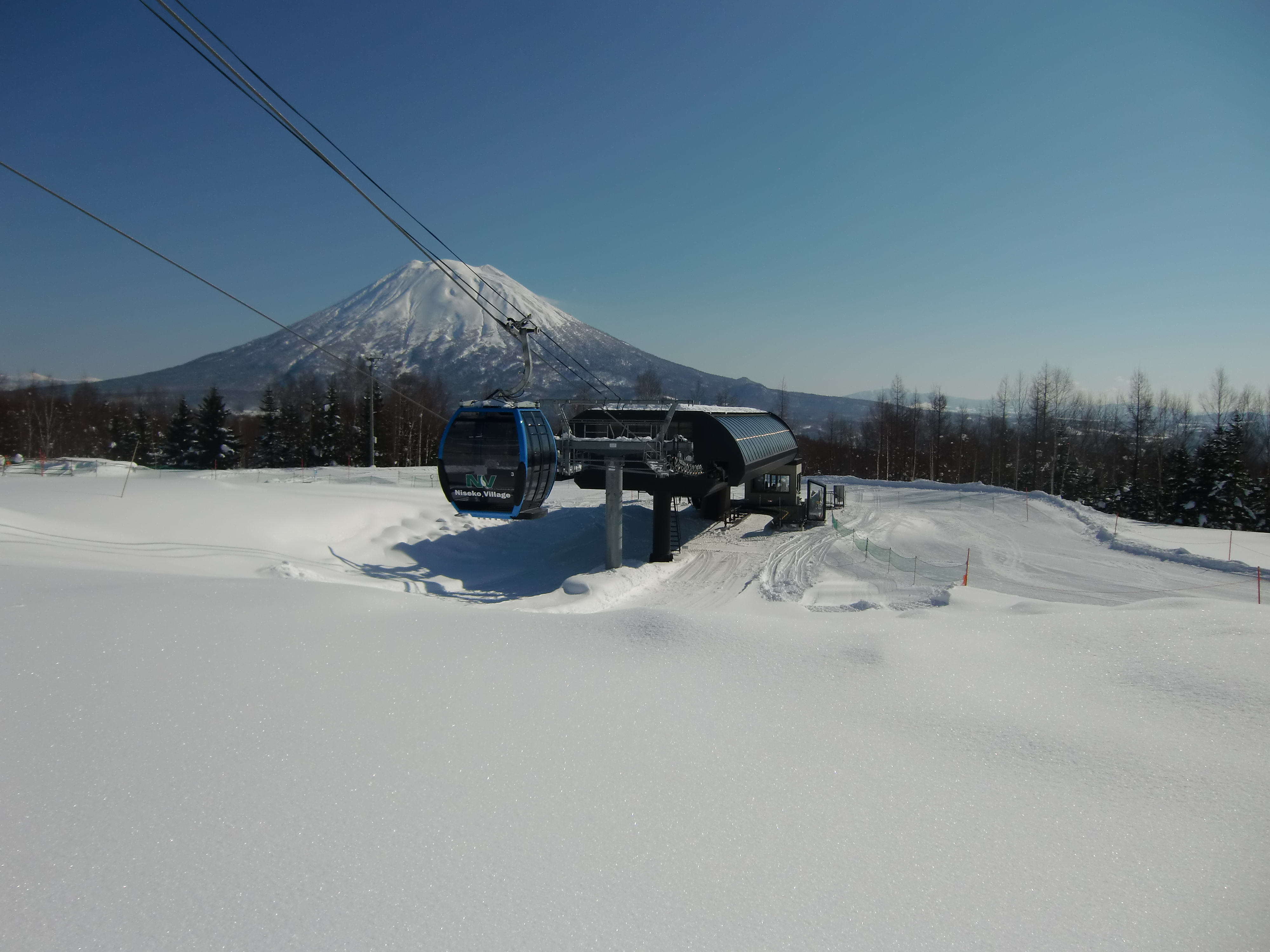
ビレッジエクスプレス（2022年2月撮影）
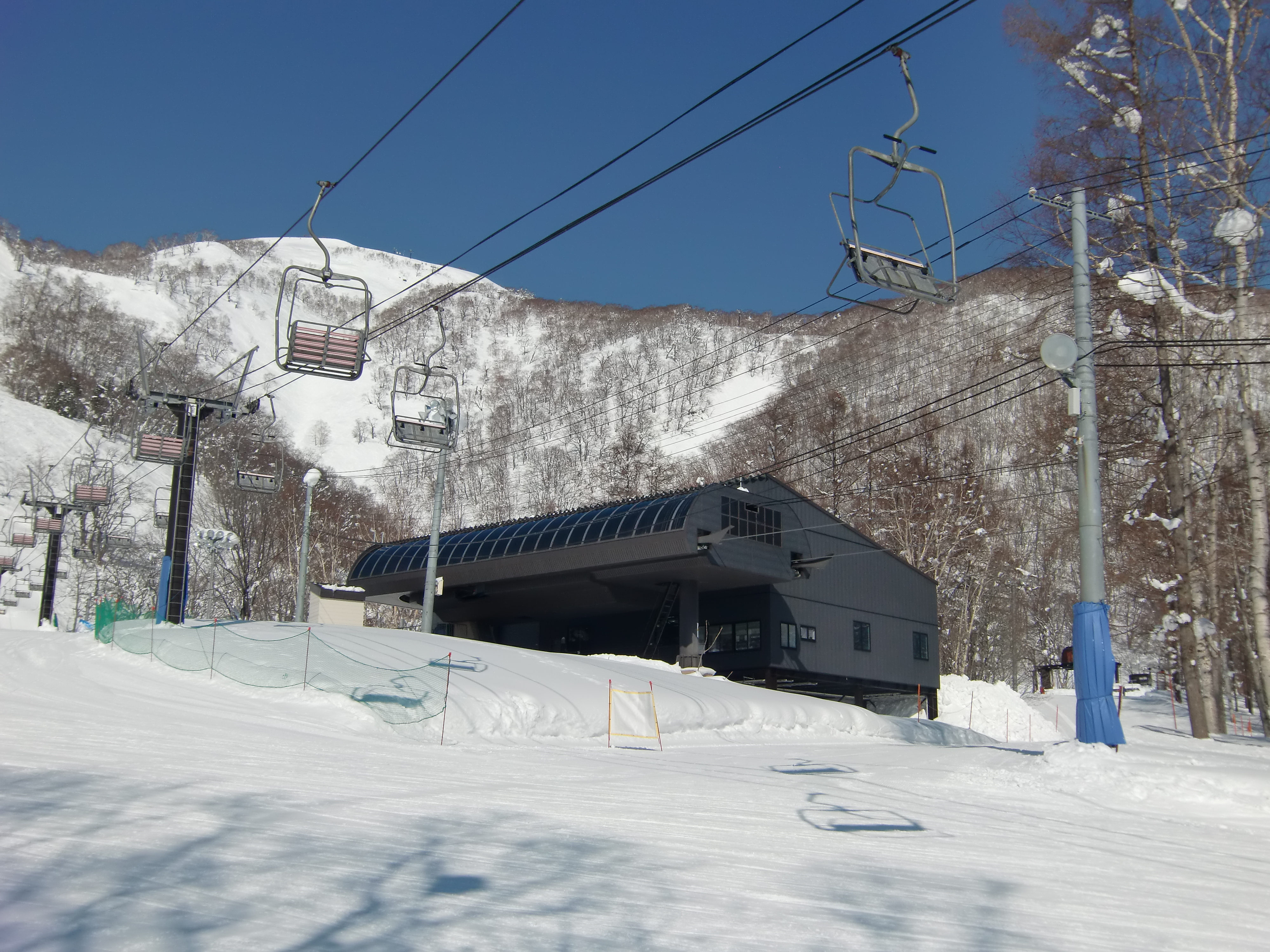
モリノチェア[20]（手前）とビレッジエクスプレス降車停留場の建屋（奥）、建屋には6人乗りリフト搬器が格納されている（2022年2月撮影）
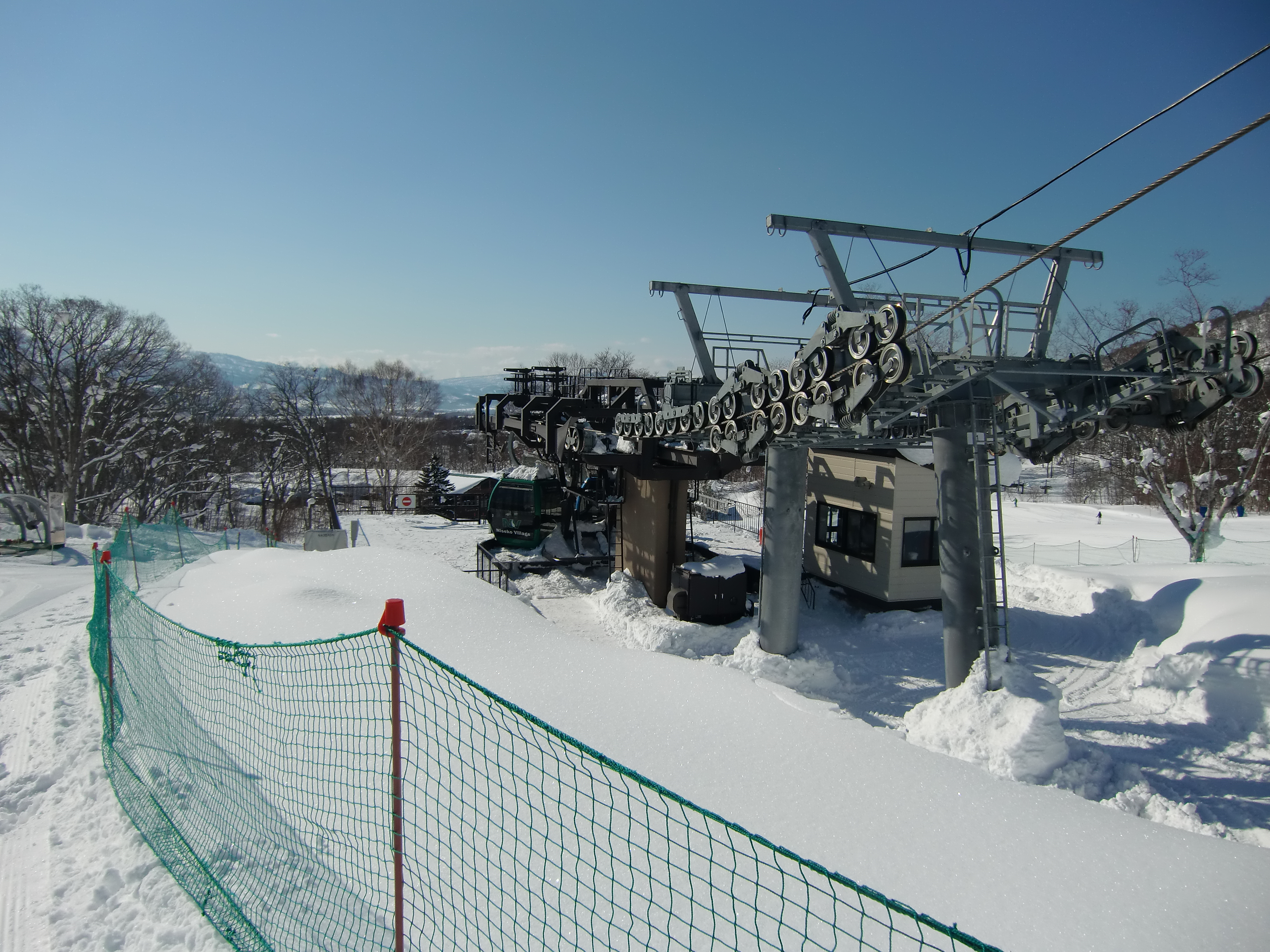
アッパービレッジゴンドラ（2022年2月撮影）
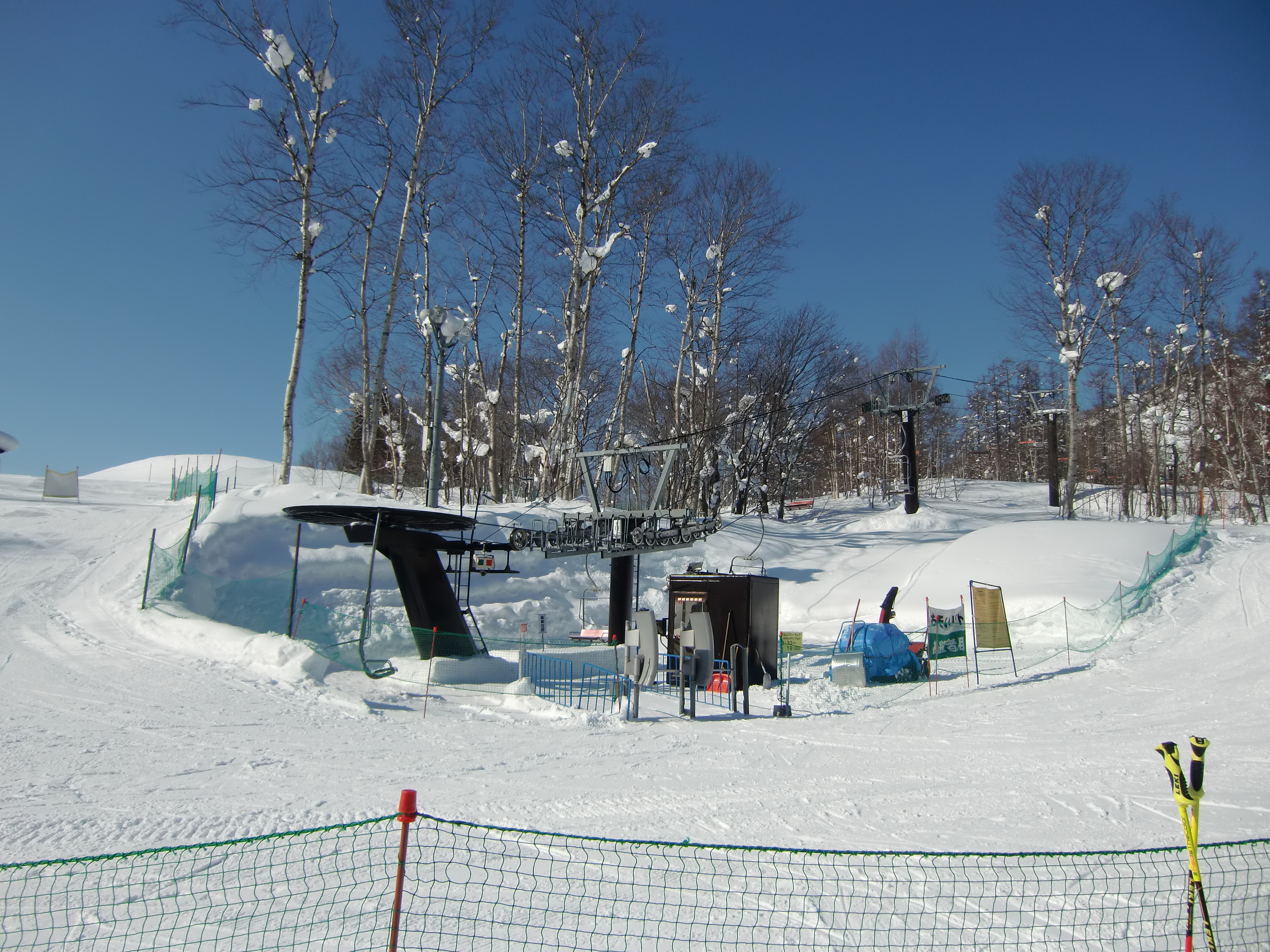
コミュニティチェア（2022年2月撮影）
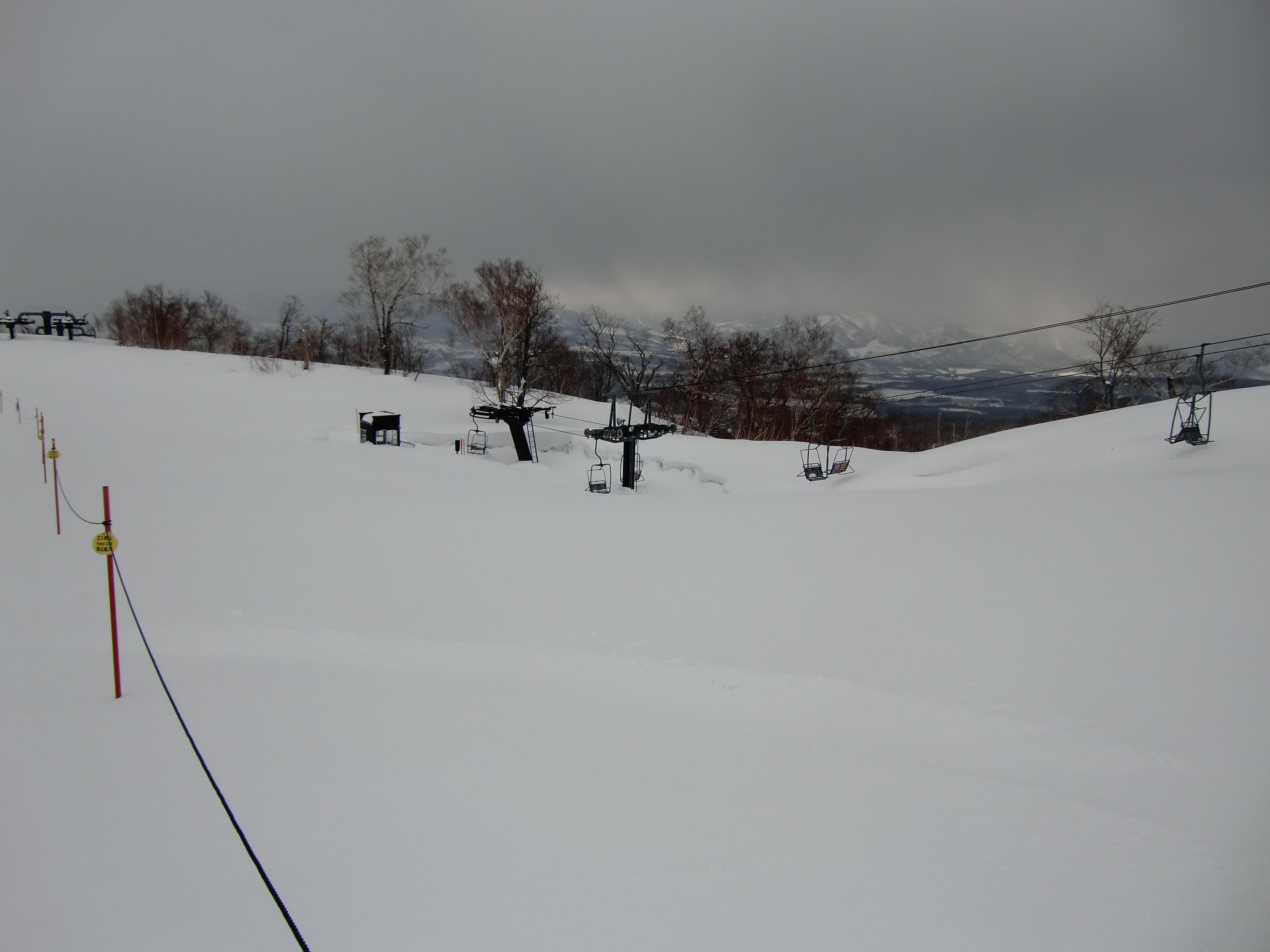
カントリーロードチェア（2022年3月撮影）
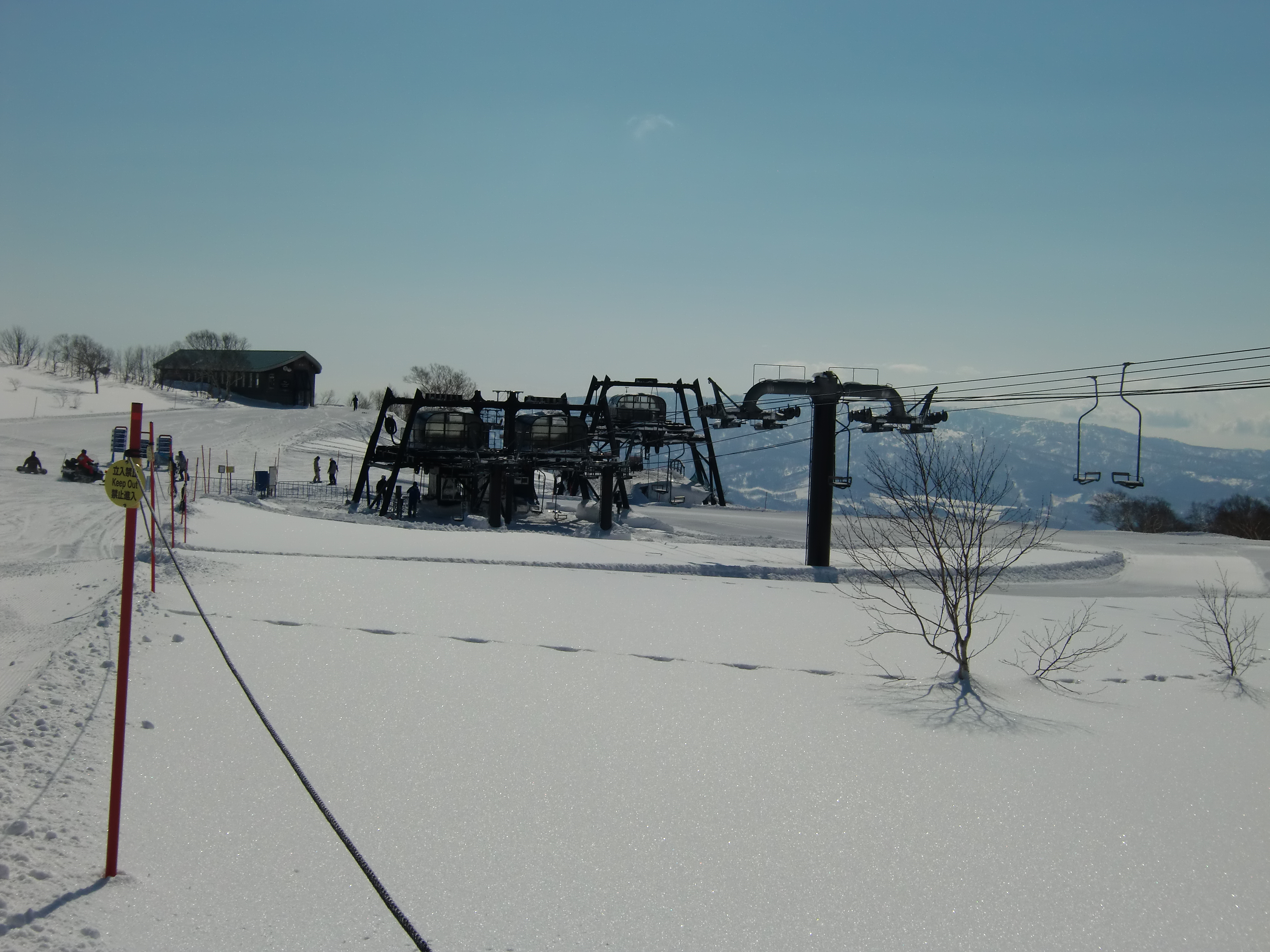
ワンダーランドチェアA線（右側）・B線（左側）、左側にザ・ルックアウトカフェ（2022年2月撮影）
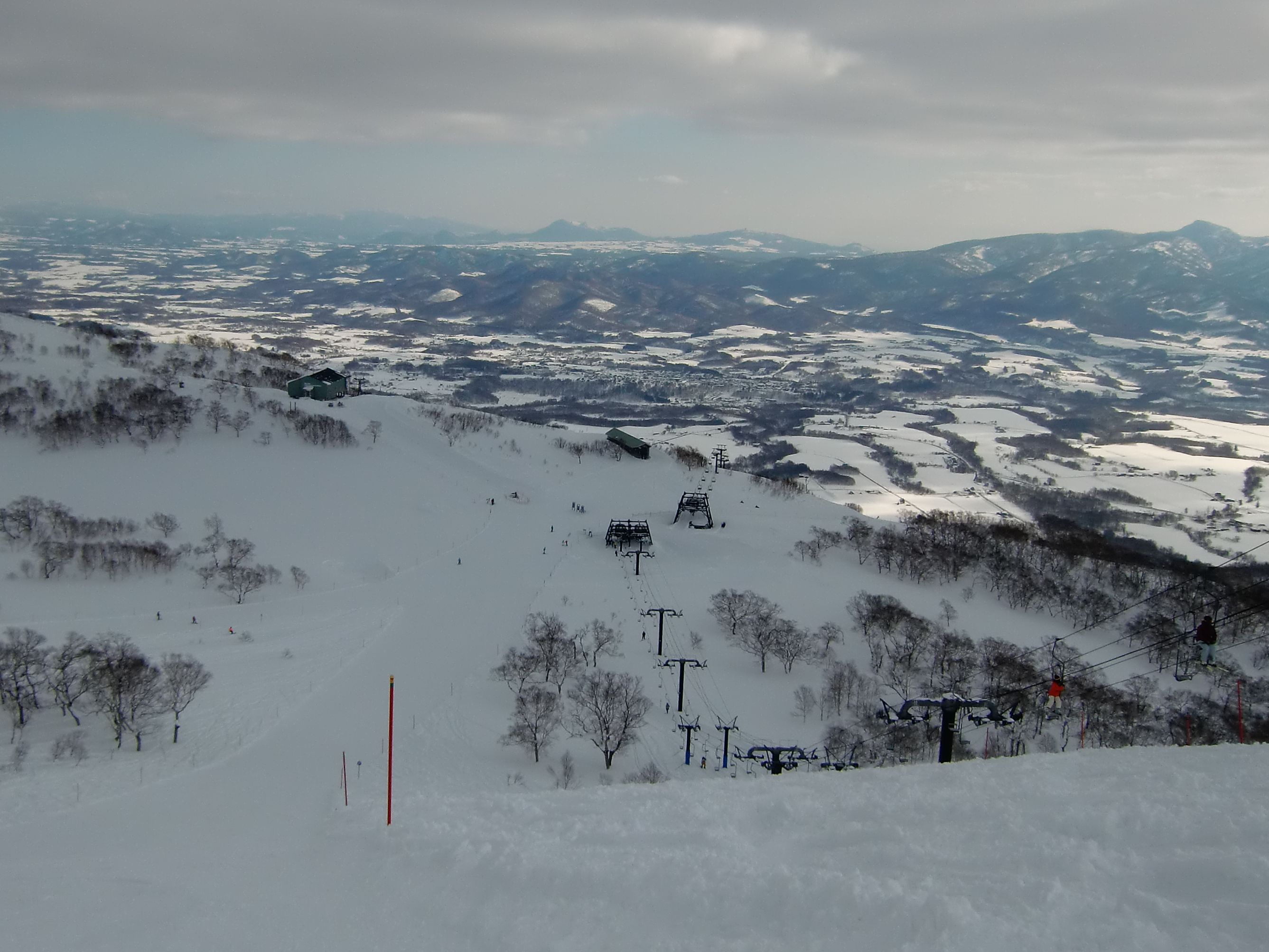
ゲレンデ「ワンダーランド」からワンダーランドチェア（中央→右下）、カントリーロードチェア（中央→奥）、旧・東山ゴンドラ山頂駅（左上）を望む（2022年2月撮影）
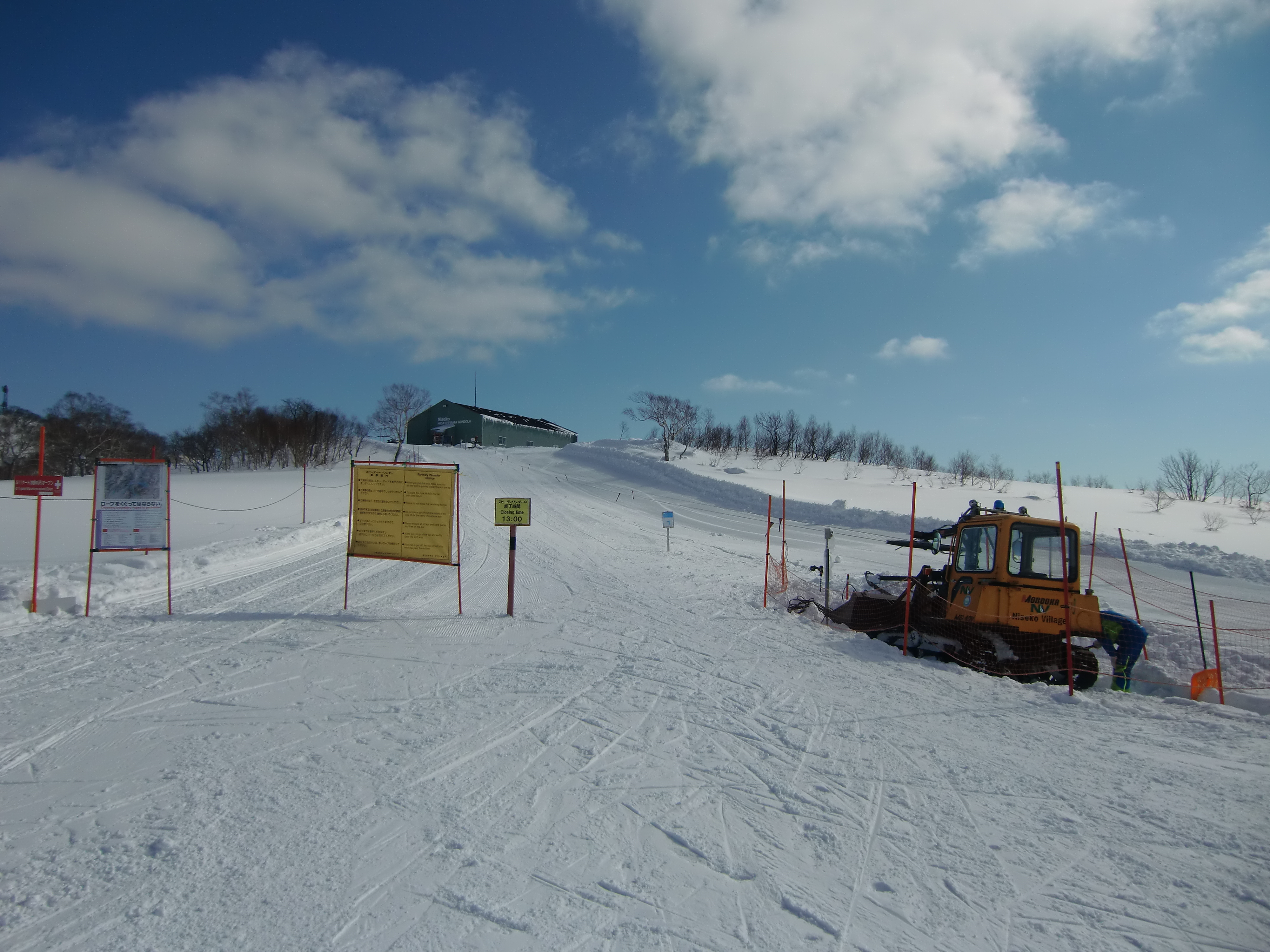
スピーディーワンダー（ロープトゥ・リフト）、上部に旧・東山ゴンドラ山頂駅（2022年2月撮影）
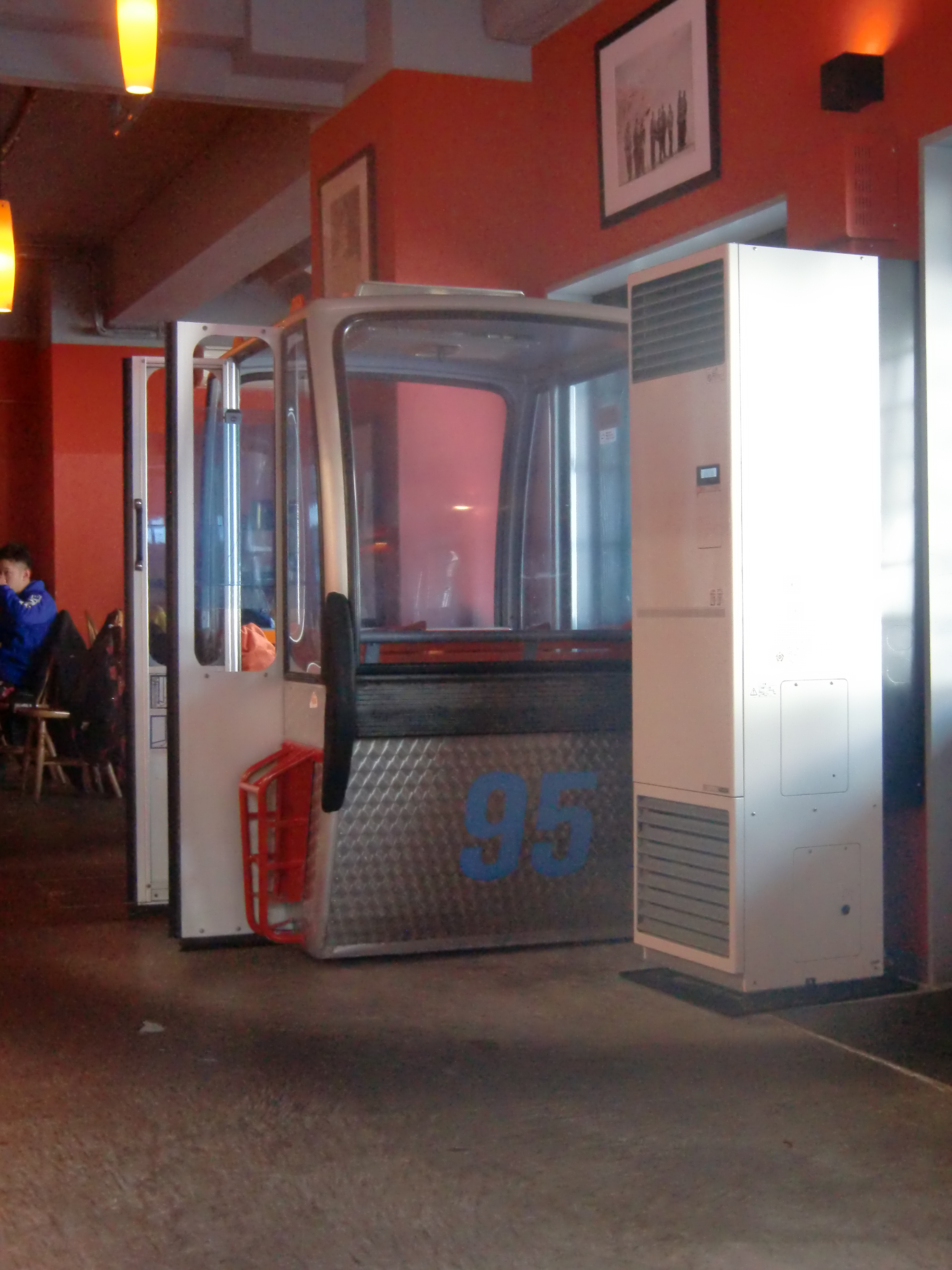
ショッピング&ダイニングエリア内・居酒屋&バー「トゥスティックス」に設置され、待合席として使われている旧・東山ゴンドラ搬器（2022年2月撮影）

### ゴルフ場

#### ニセコビレッジゴルフコース
『ワールド・ゴルフ・アワード 2014・2015・2016』日本国内ベストゴルフコース部門受賞。
- 営業期間：5月上旬から11月上旬

| OUT   | 1   | 2   | 3   | 4   | 5   | 6   | 7   | 8   | 9   | TOTAL |         |
| ----- | --- | --- | --- | --- | --- | --- | --- | --- | --- | ----- | ------- |
| BLUE  | 388 | 543 | 309 | 175 | 440 | 333 | 486 | 161 | 434 | 3,269 |         |
| WHITE | 355 | 528 | 294 | 152 | 402 | 314 | 472 | 146 | 408 | 3,071 |         |
| RED   | 290 | 450 | 248 | 138 | 339 | 244 | 435 | 114 | 344 | 2,602 |         |
| Par   | 4   | 5   | 4   | 3N  | 4   | 4   | 5D  | 3   | 4   | 36    |         |
| IN    | 10  | 11  | 12  | 13  | 14  | 15  | 16  | 17  | 18  | TOTAL | G.TOTAL |
| BLUE  | 721 | 418 | 378 | 188 | 390 | 405 | 542 | 147 | 387 | 3,576 | 6,845   |
| WHITE | 704 | 400 | 346 | 172 | 355 | 390 | 504 | 127 | 353 | 3,351 | 6,422   |
| RED   | 578 | 333 | 255 | 115 | 285 | 308 | 435 | 106 | 296 | 2,711 | 5,313   |
| Par   | 6   | 4   | 4   | 3   | 4   | 4   | 5D  | 3N  | 4   | 37    | 73      |

#### ニセコゴルフコース
ニセコビレッジからは車で約20分離れた場所にある。
- 営業期間：4月下旬から11月上旬

| OUT    | 1   | 2   | 3   | 4   | 5   | 6   | 7   | 8   | 9   | TOTAL |         |
| ------ | --- | --- | --- | --- | --- | --- | --- | --- | --- | ----- | ------- |
| BLUE   | 401 | 189 | 523 | 417 | 214 | 359 | 447 | 360 | 507 | 3,417 |         |
| WHITE  | 372 | 165 | 498 | 389 | 190 | 322 | 420 | 337 | 483 | 3,176 |         |
| SILVER | 372 | 142 | 463 | 389 | 164 | 258 | 385 | 302 | 458 | 2,933 |         |
| RED    | 322 | 122 | 428 | 316 | 120 | 235 | 327 | 241 | 414 | 2,525 |         |
| Par    | 4   | 3   | 5   | 4   | 3   | 4   | 4   | 4   | 5   | 36    |         |
| IN     | 10  | 11  | 12  | 13  | 14  | 15  | 16  | 17  | 18  | TOTAL | G.TOTAL |
| BLUE   | 358 | 505 | 448 | 239 | 397 | 390 | 523 | 193 | 335 | 3,388 | 6,805   |
| WHITE  | 339 | 475 | 419 | 206 | 341 | 376 | 486 | 177 | 311 | 3,130 | 6,306   |
| SILVER | 317 | 447 | 389 | 177 | 341 | 332 | 443 | 164 | 290 | 2,900 | 5,833   |
| RED    | 280 | 414 | 358 | 128 | 284 | 288 | 404 | 153 | 238 | 2,547 | 5,072   |
| Par    | 4   | 5   | 4   | 3   | 4   | 4   | 5   | 3   | 4   | 36    | 72      |

### 自然体験グラウンド「ピュア」
- 営業期間：4月下旬から10月中旬

アクティビティ
- レールスライダー
- ツリートレッキング
- ピュア クイックジャンプ
- ピュア アクション
- ピュア アドベンチャー
- バドミントン
- ゴルフカート散策
- ディスクゴルフ
- パークゴルフ
- スナッグゴルフ
- 遊覧ゴンドラ「ビレッジエクスプレス」

### 宿泊施設

#### ザ・グリーンリーフ・ニセコビレッジ
- 客室
  - デラックス・キング・ルーム（23m2）96室
  - デラックス・ツイン・ルーム（23m2）96室
  - コーナースイートルーム（46m2）8室
- レストラン・バー
  - ラウンジ&バー「トミオカホワイト」
  - レストラン「五色」
- 温泉・スパ
  - グリーンリーフ温泉「美人の湯」（源泉掛け流し）
  - ザ・グリーンリーフスパ（冬期のみ営業）
- その他
  - アートスペース「グリーンリーフ・ロビーギャラリー」
  - 売店「サクラショップ」
  - 多目的ホール「ベースキャンプ」

#### ヒルトンニセコビレッジ
『ワールドスキーアワード2013・2014・2015・2016』ジャパン・ベスト・スキーホテル部門最優秀賞受賞。
- 客室
  - デラックス ファミリールーム（26～28m2）
  - デラックスルーム（26～28m2）
  - ヒルトンルーム（26～28m2）
    - ドッグフレンドリールーム

  - デラックス パノラマルーム（38m2）
  - スイートルーム（60m2）
- レストラン・バー
  - バー&グリル メルト
  - バー&ラウンジ ザ・フレイム
  - 日本料理 シサム
  - 鉄板焼 ピルカ（予約制）
  - 寿司 レラ
  - パブ エゾ
  - レストラン 羊蹄（冬期のみ営業）
  - ザ・ルックアウトカフェ（冬期のみ営業）※『JCD インターナショナル・デザインアワード 2011』Best100入選（食べること部門）[24]
    - ニセコビレッジ山頂レストラン

- 温泉・スパ
  - 源泉かけ流し温泉（日帰り入浴可）
  - ワッカスパ
- 宴会場・会議室[25]

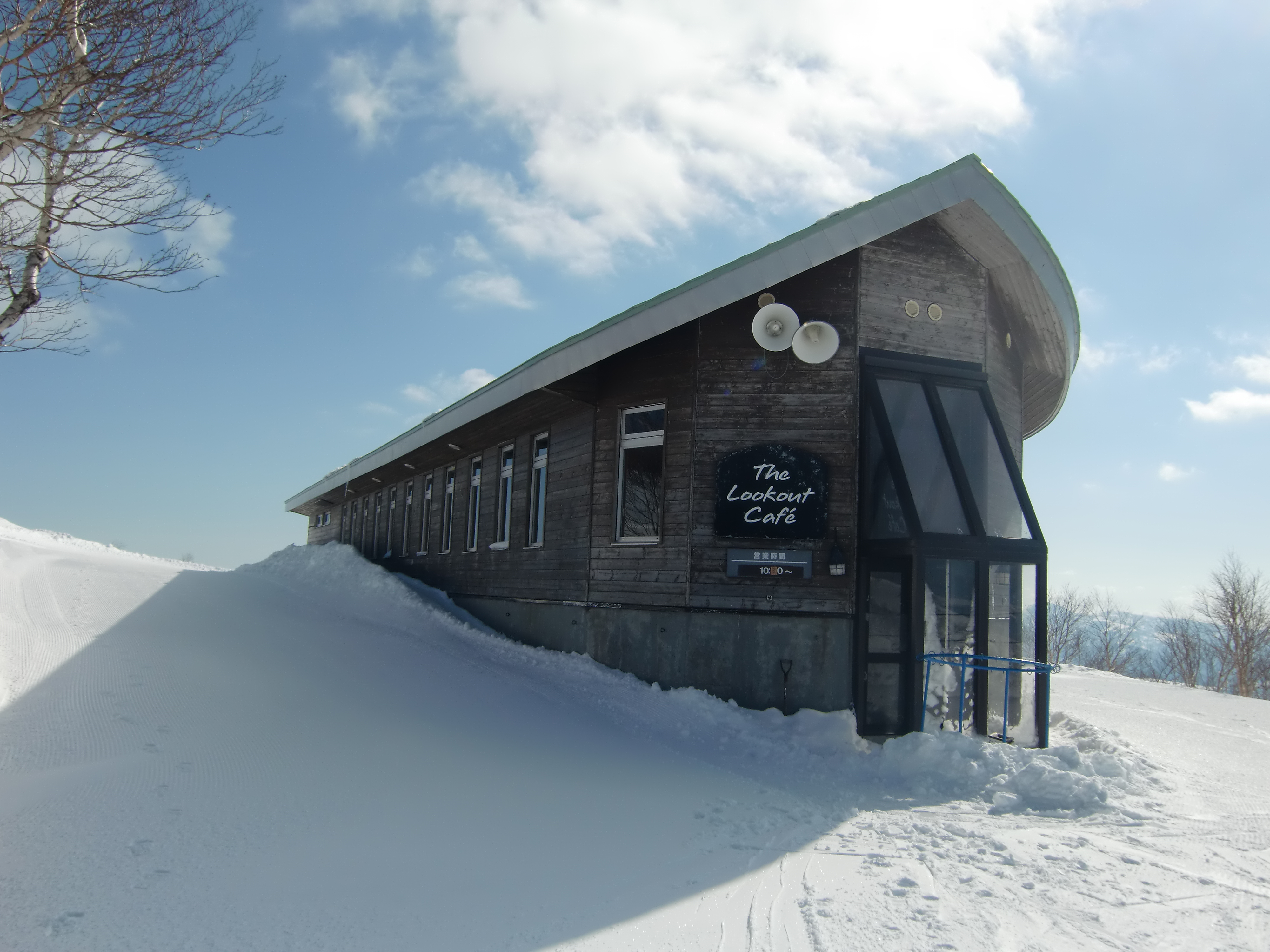
ザ・ルックアウトカフェ（2022年2月撮影）

  - 大宴会場「北海道」（最大収容人数900人）
  - 中宴会場「アンヌプリ」（最大収容人数280人）「東山」（最大収容人数230人、3つの会場に分割できる）
  - さくらそう（最大収容人数25人）
  - こまくさ（最大収容人数25人）
- その他
  - フィットネスセンター（24時間営業）
  - ショップ
    - ワッカショップ
    - 北海道アートギャラリー
    - ヒルトンショップ

#### カサラ・ニセコビレッジ・タウンハウス
伝統的な日本の長屋をモチーフとした8戸（4戸1棟の計2棟）からなる高級タウンハウス。YTLホテルズの新ブランド「KASARA」第1号となる施設は、「渋み」というインスピレーションのもとに7つの主要原理（考古、簡素、自然、幽玄、不均斉、静寂、脱俗）を取り入れている。各タウンハウスは2階建て、6名までの宿泊が可能となっており、専任のコンシェルジュがつく。スキーシーズン中は、宿泊する曜日によって最低宿泊日数が決まっている。また、タウンハウスの自由保有権の販売を行っている。「スモール・ラグジュアリー・ホテルズ・オブ・ザ・ワールド」（SLH）加盟。

#### ヒノデヒルズ・ニセコビレッジ
高級ホテルレジデンスであり、客室は79室ある。宿泊者専用の浴場を設けており、天然ナトリウムを多く含む温泉となっている。また、冬季はスキー場からのスキーイン・スキーアウトが可能となっており、スキーバレーも備えている。
- 客室
  - 1ベッドルームスイート（1Bedroom Suite、74m2）
  - 2ベッドルームスイート（2Bedroom Suite、111m2）
  - 3ベッドルームスイート（3Bedroom Suite、148m2）
  - ステュディオスイート（Studio Suite、64m2）
  - デラックスルーム（Delux Room、38m2）
- レストラン
  - ザ・ビストロ（The Bistro）
- 温泉
  - ヒノデヒルズ温泉「美人の湯」（宿泊者専用）
- スキーバレー
  - スキー・スノーボード保管所
  - レンタルコーナー
  - リフト券売機

### ショッピング&ダイニングエリア
伝統的な日本の町屋の建築をコンセプトにした商業施設。『JCD インターナショナル・デザインアワード 2015』Best100入選（大規模商空間部門）。
- 居酒屋&バー「トゥスティックス」
- スイーツ&カフェ「ビレッジパティスリー」
- シーフードレストラン「クラブジャック」
- 北海道郷土料理「やん衆天」
- 小樽大正硝子館
- ブーツソリューションズ
- アイゲート イケウチ
- アイゾーン イケウチ

## アクセス
- ニセコ駅から車で約15分
- 倶知安駅から車で約30分
- 札幌から国道230号経由で約1時間50分
- 新千歳空港から国道276号経由で約1時間50分
- 函館から国道5号経由で約3時間30分

このほか、ウインターシーズンにはニセコバスにより、ニセコアンヌプリ国際スキー場・ニセコビレッジ・ニセコ東急 グラン・ヒラフ・ニセコHANAZONOリゾートの4スキー場間を結ぶ「ニセコユナイテッドシャトルバス」が運行され、通常運賃のほかにニセコ全山共通リフト券の有効ポイント（回数券）を1ポイント使って利用出来るが、各種時間券・日券・シーズン券を持っている場合は無料で利用出来る。

## 参考資料
- 河西邦人. “ニセコアンヌプリのスキー場”. New Directions of All Around Management. 2016年3月7日閲覧。
- “附表1：ニセコ地域観光開発史年表” (PDF).  日本貿易振興機構（JETRO）. pp. 2-7 (2006年). 2016年2月24日閲覧。
- “ニセコは今（5）エリア価値高める景観要綱”. 北海道建設新聞 (北海道建設新聞社). (2007年11月17日).  オリジナルの2016年5月24日時点におけるアーカイブ。 2019年2月21日閲覧。
- “ニセコは中国資本による開発ラッシュ”. リアルエコノミー (2010年8月10日). 2016年2月19日閲覧。
- “ニセコの4スキー場は何がどう違う？ それぞれの特徴と楽しみ方とは”. 北海道ファンマガジン (2016年1月12日). 2019年2月21日閲覧。